# لانچیا پریسما

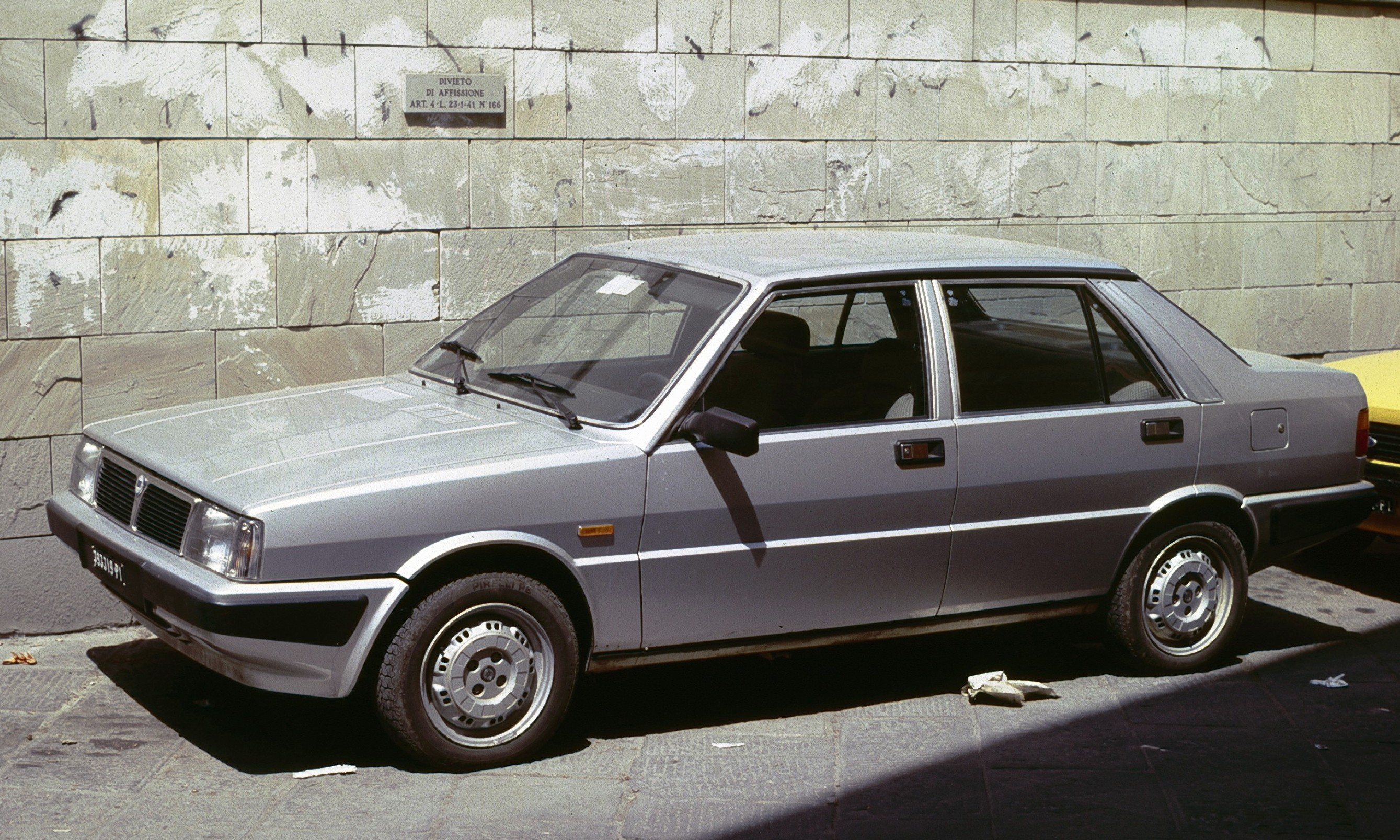

لانچیا پریسما (Lancia Prisma) خودرویی است که در سال‌های ۱۹۸۲ تا ۱۹۸۹ توسط شرکت لانچیا در تورین و ایتالیا تولید شده‌است.
این خودرو در کلاس خودرو سایز متوسط قرار گرفته، طراحی آن خودروهای موتور جلو-محور جلو و خودرو چهار چرخ محرک بوده طول آن در حالت طبیعی ۴٬۱۸۰ میلیمتر (۱۶۵ اینچ) است.